# Nowe Wymyśle
Nowe Wymyśle (dawniej Wymyśle Niemieckie) – wieś sołecka w Polsce położona w województwie mazowieckim, w powiecie płockim, w gminie Gąbin.

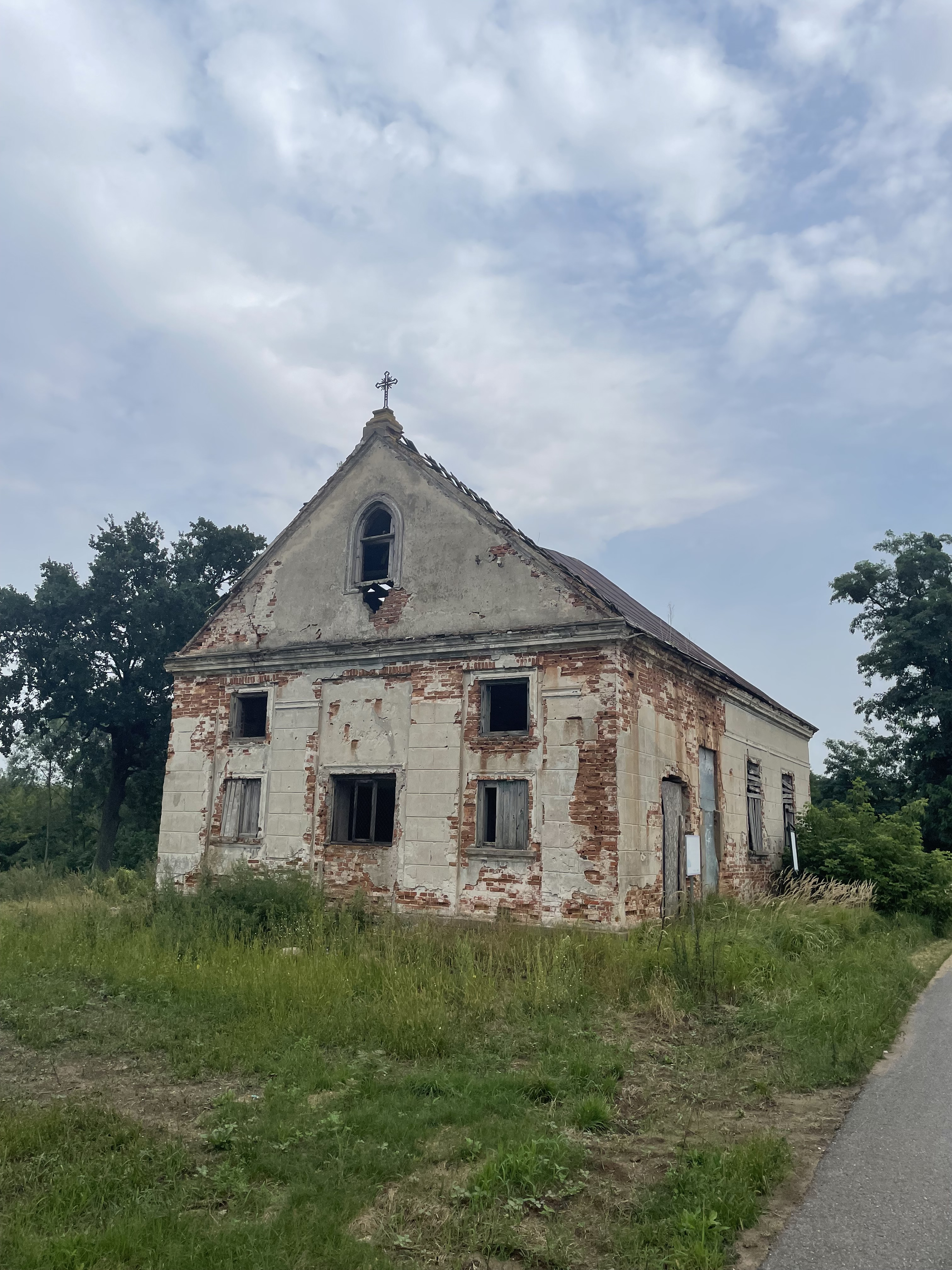
Zabytkowa kaplica mennonicka w Nowym Wymyślu

W latach 1975–1998 miejscowość administracyjnie należała do województwa płockiego.

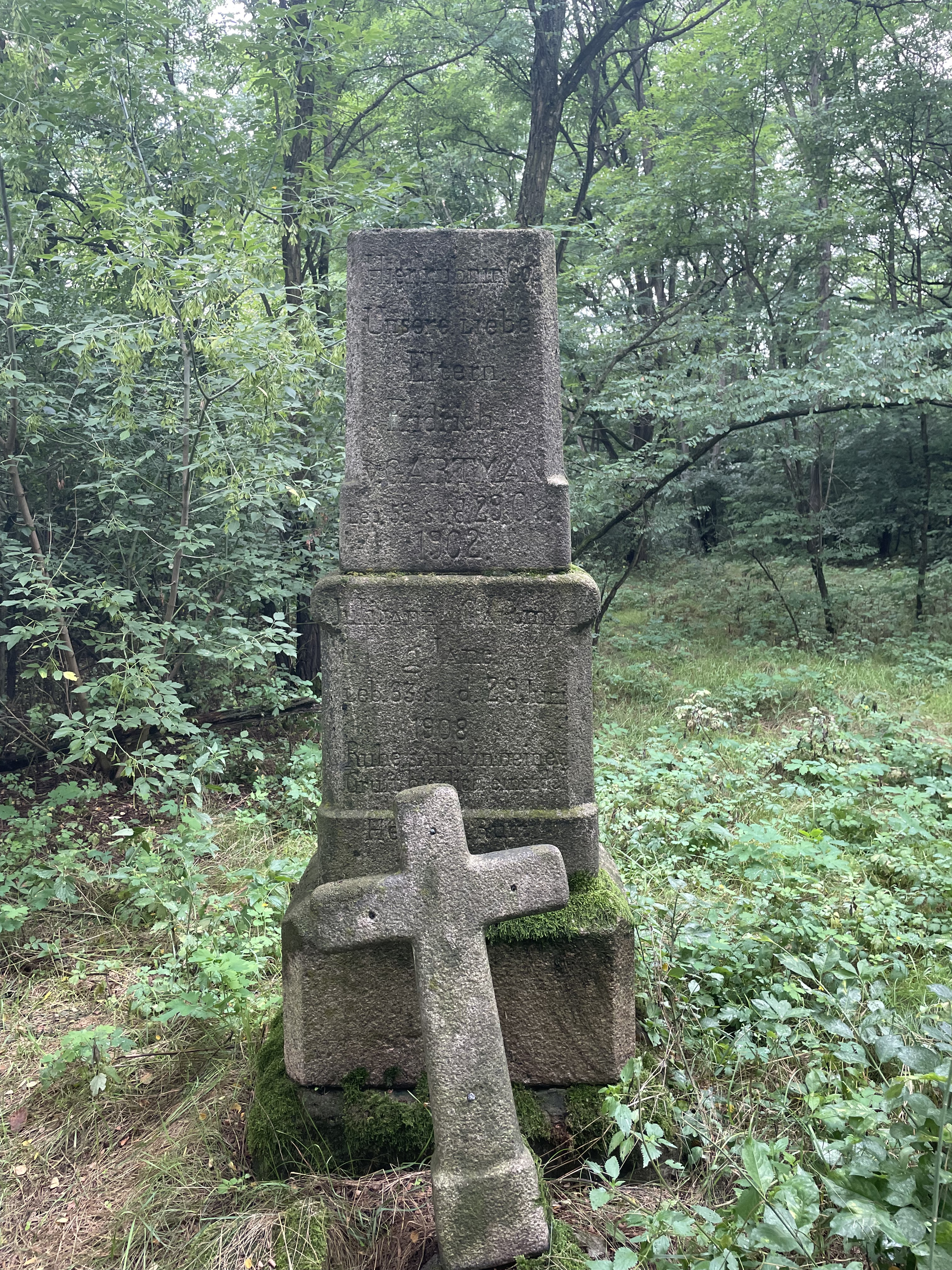
Nagrobek na cmentarzu mennonickim w Nowym Wymyślu

We wsi znajduje się wiele zabytków osadnictwa olęderskiego, np. dom modlitwy, zrujnowany cmentarz i ponad stuletnie chałupy.
Zabytki Nowego Wymyśla:
- drewniane domy z oborą (XIX w.),
- murowany dwór z 1860 r.,
- murowany mennonicki dom modlitwy z 1864 r.,
- drewniana szkoła z 1880 r.,
- murowany dom z 1930 r.